# Taijizhao
Taijizhao (kinesiska: 台吉召, 台吉召乡) är en socken i Kina. Den ligger i den autonoma regionen Inre Mongoliet, i den norra delen av landet, omkring 230 kilometer sydväst om regionhuvudstaden Hohhot.
Genomsnittlig årsnederbörd är 557 millimeter. Den regnigaste månaden är juli, med i genomsnitt 153 mm nederbörd, och den torraste är januari, med 1 mm nederbörd.